# Zamarada triangularis
Zamarada triangularis is een vlinder uit de familie spanners (Geometridae). De wetenschappelijke naam van deze soort is voor het eerst geldig gepubliceerd in 1915 door Gaede.
De soort komt voor in tropisch Afrika.